# Limprichtia revolvens
Limprichtia revolvens là một loài Rêu trong họ Amblystegiaceae. Loài này được (Sw.) Loeske mô tả khoa học đầu tiên năm 1907.